# Dezvăluirile lui Edward Snowden

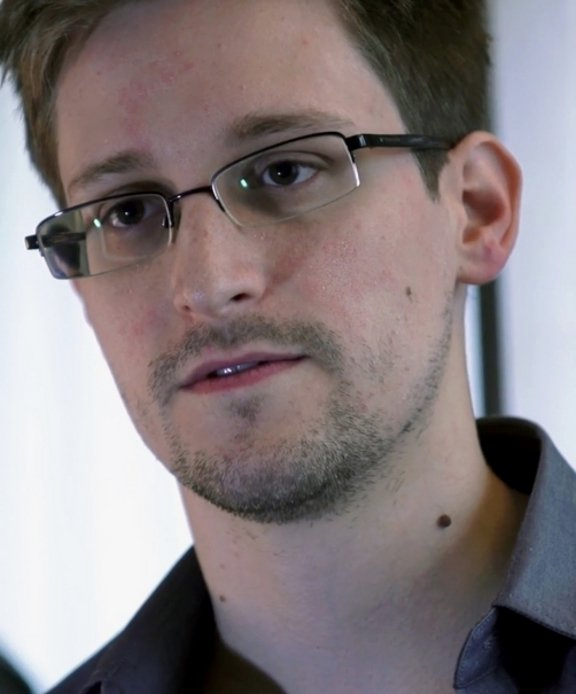
Edward Snowden

Dezvăluirile lui Edward Snowden reprezintă niște documente clasificate pe care acesta le-a sustras de la NSA (Agenția Națională americană pentru Securitate), în perioada în care a fost angajat ca tehnician al instituției, documente pe care le-a publicat în unele din cele mai titrate ziare din lume. Snowden, în vârstă de 31 de ani, este cel care a dezvăluit faptul că administrația SUA interceptează convobirile telefonice și conversațiile de pe internet a milioane de americani, și nu numai.
Reacțiile au apărut după ce Washington Post a dezvăluit că FBI și NSA utilizează porți de intrare ascunse în program produse de principalele companii informatice americane cu scopul de a supraveghea navigatorii pe Internet, în cadrul unui program secret numit PRISM.

## Cronologia evenimentelor

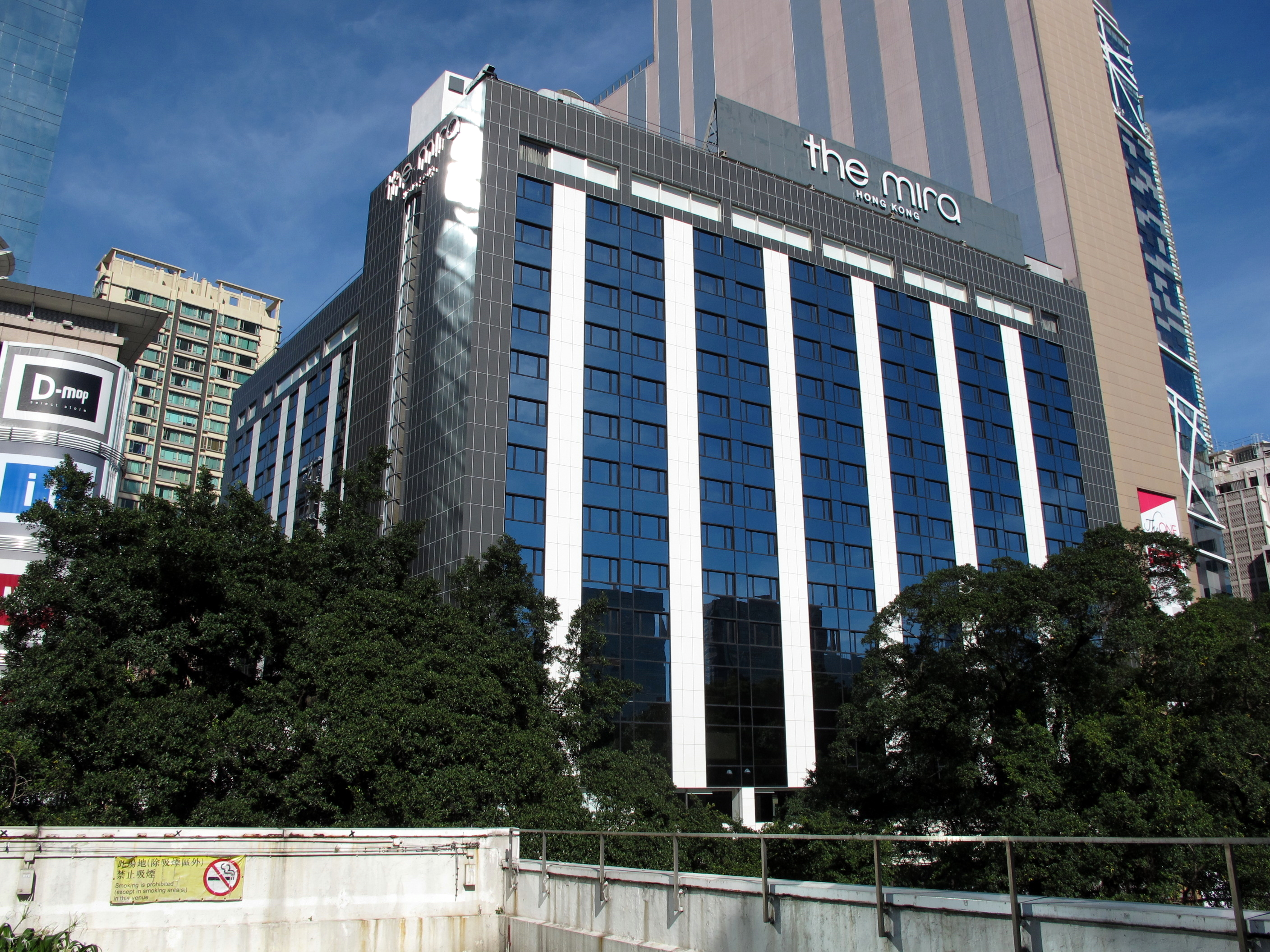
Hotelul „The Mira” în Hong Kong, unde a avut loc prima întâlnire a lui Edward Snowden cu Glenn Greenwald, Laura Poitras, șandi ziaristul Ewen MacAskill de la The Guardian

Din aprilie 2012 Edward Snowden începe a descărca fișierele secrete. În acest an Snowden a stabilit primul contact cu ziaristul Glenn Greenwald de la The Guardian, iar în ianuarie 2013 a contactat regizorul de filme documentare Laura Poitras.

### 2013
În mai 2013 Snowden pleacă își ia concediu de la serviciul său la NSA, sub pretextul că ar fi urmând un trarament contra epilepsiei. A plecat la Hong Kong. Greenwald, Poitras și ziaristul Ewen MacAskill de la The Guardian au zburat la Hong Kong pentru a se întâlni cu Snowden.

#### Iunie
La data de 5 iunie, în primul reportaj bazat pe documentele sustrase, The Guardian a dezvăluit o hotărâre judecătorească clasificată (de categorie „top secret”) care demonstra cum NSA a stocat înregistrări de convorbiri telefonice de la 120 milioane de abonați Verizon.. Conform acestei hotărâri, numerele de telefon a ambilor participanți la convorbire, locatia acestora, datele de identificare, timpul și durata apelului au fost transmise la FBI, care a transferat toate înregistrările la NSA. Conform The Wall Street Journal, hotărârea judecătorească referitoare la Verizon face parte dintr-un program controversat, care urmează să stocheze înregistrările tuturor apeluri telefonice făcute în SUA, însă nu le colectează direct de la operatorii T-Mobile US și Verizon Wireless, din cauza participației străine la capitalul acestora.

## Controverse
Dezvăluirea informațiilor de către Edward Snowden este controversată. Pe de o parte aceste este acuzat de trădare, întrucât a dezvăluit publicului larg informații catalogate secret de stat, iar pe de altă parte tânărul analist este considerat un erou de către cei care apărară Drepturile Omului.